# Ixora microphylla
Ixora microphylla är en måreväxtart som beskrevs av Emmanuel Drake del Castillo. Ixora microphylla ingår i släktet Ixora och familjen måreväxter. Inga underarter finns listade i Catalogue of Life.